# Stade Mustapha-Tchaker
Le stade Mustapha-Tchaker (en arabe : ملعب مصطفى تشاكر) est un stade de football situé à Blida (en Algérie) et abrite principalement les rencontres de l'USM Blida dans le cadre de son championnat national et les matchs internationaux de l'équipe d'Algérie de football.
Ce stade dispose d'une capacité d'environ 25 000 spectateurs avec sièges et de 35 000 spectateurs sans sièges. Le stade dispose de deux grandes tribunes dont l'une est couverte, abritant la tribune présidentielle, et dix petites tribunes séparées (cinq à droite et cinq à gauche).

## Histoire
Le stade Mustapha-Tchaker a été inauguré le 26 février 2001 et le premier match eut lieu au mois d'août 2002, opposant dans le cadre du championnat national (D1) l'USM Blida et l'USM Alger, la rencontre s'étant soldée par un match nul (0-0).
En raison de la mauvaise qualité de la pelouse du stade du 5-Juillet d'Alger qui était régulièrement au centre des polémiques nécessitant souvent la fermeture de l'enceinte pour des rénovations, la Fédération algérienne de football avait décidé d'opter pour la domiciliation de l'équipe nationale dans ce nouveau stade, qui devint le stade principal de l'équipe d'Algérie de football à partir du 20 août 2002 lors du premier match amical international de l'équipe nationale d'Algérie face à la République démocratique du Congo (1-1).
Après quatre matchs sans défaite, la Fédération algérienne de football, considérant cette enceinte comme le porte-bonheur par excellence pour l'équipe nationale, décida de la domicilier officiellement dans ce stade après le match joué le 5 septembre 2008 face au Sénégal comptant pour les éliminatoires jumelées de la Coupe du monde 2010 et la Coupe d'Afrique 2010, terminés par une victoire sur le score de 3 buts à 2 contre l'Angola en faveur des Fennecs synonyme de la qualification au second tour des éliminatoires de la Coupe du Monde et la qualification officielle à la CAN 2010.
Après plus de 43 matchs (toutes compétitions confondues) sans défaite dans le stade Tchaker, celui-ci est devenu bel et bien le porte-bonheur pour les supporters algériens, une « forteresse imprenable »[réf. nécessaire].  
En effet, l'équipe nationale d'Algérie n'a jamais perdu dans ce stade avant d'être incliné face au Cameroun (1-2) lors du 44e match, dont sur les 43 matchs passés : trente-six victoires, dont vingt-trois sans encaisser de but, sept matchs nuls, inscrivant au total plus de 118 buts, en en encaissant 22.

## Événements
Le Stade Mustapha-Tchaker, dont la construction débute en 1995, a été inauguré le 26 février 2001 et devint ainsi l'antre de l'équipe locale l'USM Blida. Il est depuis le 20 août 2002 le théâtre de nombreux événements sportifs internationaux de l’équipe nationale algérienne.
| Match | Date              | Adversaire   | Rés.  | Buteur(s)                                                                                     | Compétition                                    | Entraîneur         |
| ----- | ----------------- | ------------ | ----- | --------------------------------------------------------------------------------------------- | ---------------------------------------------- | ------------------ |
| 1     | 20 août 2002      | RD Congo     | 1 - 1 | Haddou 61e (pen.)                                                                             | Match amical                                   | Hamid Zouba        |
| 2     | 20 juin 2003      | Namibie      | 1 - 0 | Kraouche 5e                                                                                   | Qualifications à la Coupe d'Afrique 2004       | Georges Leekens    |
| 3     | 6 juin 2008       | Liberia      | 3 - 0 | Djebbour 15e, Ziani 18e 47e (pen.)                                                            | Éliminatoires de la Coupe du monde et CAN 2010 | Rabah Saâdane      |
| 4     | 20 juin 2008      | Gambie       | 1 - 0 | Yahia 33e                                                                                     | Éliminatoires de la Coupe du monde et CAN 2010 | Rabah Saâdane      |
| 5     | 5 septembre 2008  | Sénégal      | 3 - 2 | Bezzaz 60e, Saïfi 67e, Yahia 73e                                                              | Éliminatoires de la Coupe du monde et CAN 2010 | Rabah Saâdane      |
| 6     | 11 février 2009   | Bénin        | 2 - 1 | Ghezzal 36e, Ghilas 43e                                                                       | Match amical                                   | Rabah Saâdane      |
| 7     | 7 juin 2009       | Égypte       | 3 - 1 | Matmour 60e, Ghezzal 63e, Djebbour 78e                                                        | Éliminatoires de la Coupe du monde et CAN 2010 | Rabah Saâdane      |
| 8     | 6 septembre 2009  | Zambie       | 1 - 0 | Saïfi 53e                                                                                     | Éliminatoires de la Coupe du monde et CAN 2010 | Rabah Saâdane      |
| 9     | 11 octobre 2009   | Rwanda       | 3 - 1 | Ghezzal 22e, Belhadj 45+1e, Ziani 90+2e (pen.)                                                | Éliminatoires de la Coupe du monde et CAN 2010 | Rabah Saâdane      |
| 10    | 3 septembre 2010  | Tanzanie     | 1 - 1 | Guedioura 45e                                                                                 | Qualifications à la Coupe d'Afrique 2012       | Rabah Saâdane      |
| 11    | 12 novembre 2011  | Tunisie      | 1 - 0 | Boudebouz 42e                                                                                 | Match amical                                   | Vahid Halilhodžić  |
| 12    | 26 mai 2012       | Niger        | 3 - 0 | Donkwa 35e (csc), Djebbour 38e, Soudani 83e                                                   | Match amical                                   | Vahid Halilhodžić  |
| 13    | 2 juin 2012       | Rwanda       | 4 - 0 | Feghouli 27e, Soudani 31e 82e, Slimani 82e                                                    | Éliminatoires de la Coupe du monde 2014        | Vahid Halilhodžić  |
| 14    | 15 juin 2012      | Gambie       | 4 - 1 | Kadir 1re, Slimani 6e 49e, Soudani 66e                                                        | Qualifications à la Coupe d'Afrique 2013       | Vahid Halilhodžić  |
| 15    | 14 octobre 2012   | Libye        | 2 - 0 | Soudani 5e, Slimani 7e                                                                        | Qualifications à la Coupe d'Afrique 2013       | Vahid Halilhodžić  |
| 16    | 26 mars 2013      | Bénin        | 3 - 1 | Feghouli 10e, Taïder 60e, Slimani 92e                                                         | Éliminatoires de la Coupe du monde 2014        | Vahid Halilhodžić  |
| 17    | 2 juin 2013       | Burkina Faso | 2 - 0 | Soudani 35e, Slimani 56e                                                                      | Match amical                                   | Vahid Halilhodžić  |
| 18    | 14 aout 2013      | Guinée       | 2 - 2 | Guedioura 11e, Djabou 24e                                                                     | Match amical                                   | Vahid Halilhodžić  |
| 19    | 10 septembre 2013 | Mali         | 1 - 0 | Soudani 51e                                                                                   | Éliminatoires de la Coupe du monde 2014        | Vahid Halilhodžić  |
| 20    | 19 novembre 2013  | Burkina Faso | 1 - 0 | Bougherra 49e                                                                                 | Éliminatoires de la Coupe du monde 2014        | Vahid Halilhodžić  |
| 21    | 5 mars 2014       | Slovénie     | 2 - 0 | Soudani 45+2e, Taïder 55e                                                                     | Match amical                                   | Vahid Halilhodžić  |
| 22    | 10 septembre 2014 | Mali         | 1 - 0 | Medjani 82e                                                                                   | Qualifications à la Coupe d'Afrique 2015       | Christian Gourcuff |
| 23    | 15 octobre 2014   | Malawi       | 3 - 0 | Brahimi 1re, Mahrez 45e, Slimani 60e                                                          | Qualifications à la Coupe d'Afrique 2015       | Christian Gourcuff |
| 24    | 15 novembre 2014  | Éthiopie     | 3 - 1 | Feghouli 32e, Mahrez 40e, Brahimi 45+2e                                                       | Qualifications à la Coupe d'Afrique 2015       | Christian Gourcuff |
| 25    | 13 juin 2015      | Seychelles   | 4 - 0 | Slimani 22e, Soudani 35e 47e, Bentaleb 90+3e                                                  | Qualifications à la Coupe d'Afrique 2017       | Christian Gourcuff |
| 26    | 17 novembre 2015  | Tanzanie     | 7 - 0 | Brahimi 1re, Ghoulam 23e 59e (pen.), Mahrez 43e, Slimani 49e (pen.) 75e, Medjani 72e          | Éliminatoires de la Coupe du monde 2018        | Christian Gourcuff |
| 27    | 25 mars 2016      | Éthiopie     | 7 - 1 | Feghouli 23e 47e, Slimani 31e 90+2e, Brahimi 72e, Taïder 74e, Ghezzal 80e                     | Qualifications à la Coupe d'Afrique 2017       | Christian Gourcuff |
| 28    | 4 septembre 2016  | Lesotho      | 6 - 0 | Soudani 7e 38e, Mahrez 18e 74e, Taïder 24e, Boudebouz 45+3e (pen.)                            | Qualifications à la Coupe d'Afrique 2017       | Milovan Rajevac    |
| 29    | 9 octobre 2016    | Cameroun     | 1 - 1 | Soudani 7e                                                                                    | Éliminatoires de la Coupe du monde 2018        | Milovan Rajevac    |
| 30    | 7 janvier 2017    | Mauritanie   | 3 - 1 | Hanni 52e, Bounedjah 73e, Bentaleb 90+2e                                                      | Match amical                                   | Georges Leekens    |
| 31    | 06 juin 2017      | Guinée       | 2 - 1 | Hanni 38e, Soudani 79e                                                                        | Match amical                                   | Lucas Alcaraz      |
| 32    | 11 juin 2017      | Togo         | 1 - 0 | Hanni 24e                                                                                     | Qualifications à la Coupe d'Afrique 2019       | Lucas Alcaraz      |
| 33    | 13 octobre 2018   | Bénin        | 2 - 0 | Bensebaini 21e, Bounedjah 70e                                                                 | Qualifications à la Coupe d'Afrique 2019       | Djamel Belmadi     |
| 34    | 22 mars 2019      | Gambie       | 1 - 1 | Abeid 42e                                                                                     | Qualifications à la Coupe d'Afrique 2019       | Djamel Belmadi     |
| 35    | 26 mars 2019      | Tunisie      | 1 - 0 | Bounedjah 70e (pen.)                                                                          | Match amical                                   | Djamel Belmadi     |
| 36    | 10 octobre 2019   | RD Congo     | 1 - 1 | Slimani 6e                                                                                    | Match amical                                   | Djamel Belmadi     |
| 37    | 14 novembre 2019  | Zambie       | 5 - 0 | Bensebaini 44e, Bounedjah ( 68e (pen.) 89e), Belaïli 75e, Soudani 85e                         | Qualifications à la Coupe d'Afrique 2021       | Djamel Belmadi     |
| 38    | 29 mars 2021      | Botswana     | 5 - 0 | Mandi 24e, Feghouli 58e, Mahrez 64e (pen.), Bounedjah 72e, Boulaya 88e                        | Qualifications à la Coupe d'Afrique 2021       | Djamel Belmadi     |
| 39    | 3 juin 2021       | Mauritanie   | 4 - 1 | Feghouli 40e 58e, Ounas 61e, Bounedjah 71e                                                    | Match amical                                   | Djamel Belmadi     |
| 40    | 6 juin 2021       | Mali         | 1 - 0 | Mahrez 57e                                                                                    | Match amical                                   | Djamel Belmadi     |
| 41    | 2 septembre 2021  | Djibouti     | 8 - 0 | Slimani 5e 25e (pen.) 46e 53e, Bensebaini 26e, Bounedjah 39e (pen.), Mahrez 67e, Zerrouki 69e | Éliminatoires de la Coupe du monde 2022        | Djamel Belmadi     |
| 42    | 6 octobre 2021    | Niger        | 6 - 1 | Mahrez 27e 60e, Feghouli 47e, Z. Souleymane 70e (csc), Slimani 76e 86e                        | Éliminatoires de la Coupe du monde 2022        | Djamel Belmadi     |
| 43    | 13 novembre 2021  | Burkina Faso | 2 - 2 | Mahrez 21e, Feghouli 68e                                                                      | Éliminatoires de la Coupe du monde 2022        | Djamel Belmadi     |
| 44    | 29 mars 2022      | Cameroun     | 1 - 2 | Touba 118e                                                                                    | Éliminatoires de la Coupe du monde 2022        | Djamel Belmadi     |

### Statistiques
- Matchs joués : 44
  - Éliminatoires de la Coupe du monde : 10 matchs officiels (7V, 2N, 1D / 34Bp, 7Bc)
  - Éliminatoires du Championnat d’Afrique des nations : 15 matchs officiels (13V, 2N, 0D / 46Bp, 5Bc)
  - Éliminatoires de la Coupe du monde & Championnat d’Afrique des nations : 6 matchs officiels (6V, 0N, 0D / 14Bp, 4Bc)
  - Matchs amicaux : 13 (10V, 3N, 0D / 25Bp, 8Bc)
- Résultats :
  - Victoires : 36
  - Matchs nuls : 7
  - Défaites : 1
  - Buts marqués : 119
  - Buts encaissés : 24
  - Différence de but : +95
- Buteurs :
  - Islam Slimani :  19 buts
  - El-Arbi Hillel Soudani : 15 buts
  - Sofiane Feghouli  et  Riyad Mahrez : 11 buts
  - Baghdad Bounedjah : 9 buts
  - Saphir Taïder et Yacine Brahimi : 4 buts
  - Ahmed Touba : 1 but

### Performances des entraîneurs
| Entraîneur         | Matchs | V  | N | D | BP  | BC | Vic.%  |
| Hamid Zouba        | 1      | 0  | 1 | 0 | 1   | 1  | 0 %    |
| Georges Leekens    | 2      | 2  | 0 | 0 | 4   | 1  | 100 %  |
| Rabah Saâdane      | 8      | 7  | 1 | 0 | 17  | 6  | 87.5 % |
| Vahid Halilhodžić  | 11     | 10 | 1 | 0 | 25  | 4  | 90.9 % |
| Christian Gourcuff | 6      | 6  | 0 | 0 | 25  | 2  | 100 %  |
| Milovan Rajevac    | 2      | 1  | 1 | 0 | 7   | 1  | 50 %   |
| Lucas Alcaraz      | 2      | 2  | 0 | 0 | 3   | 1  | 100 %  |
| Djamel Belmadi     | 12     | 8  | 3 | 1 | 37  | 8  | 66%    |
| Total              | 44     | 36 | 7 | 1 | 119 | 24 | 81,81% |

## Autres événements sportifs
- Finales des Coupes d'Algérie 2003, 2008, 2009, 2014, 2015 et 2019
- Finales des Supercoupes d'Algérie 2013, 2014, 2016 et 2018
- Finale de la Ligue des champions de la CAF (retour) 2014 (Vainqueur de l'ES Sétif)
- Finale de la Coupe de la confédération (aller) 2015 (Finaliste du MO Béjaia)
- Finale de la Supercoupe de la CAF 2015 (Vainqueur de l'ES Sétif)
- Finale de la Coupe de l'UAFA (retour) 2008 (Vainqueur de l'ES Sétif)